# Museo Arqueológico de Mersin
El Museo Arqueológico de Mersin (en turco, Mersin Arkeoloji Müzesi) es uno de los museos arqueológicos de Turquía. Está ubicado en la ciudad de Mersin, situada en la provincia de su mismo nombre. La sede de este museo estuvo inicialmente en un sector del edificio del antiguo centro comunitario, fue inaugurado en 1991 y tras una remodelación volvió a abrirse en 2001. Posteriormente se construyó un nuevo edificio para el museo que fue inaugurado en 2017.

## Exposición
El museo expone la historia de la región de Çukurova a través de una serie de recreaciones interactivas, así como de hallazgos arqueológicos y objetos etnográficos. También hay monedas y algunos fósiles. La exposición se inicia con un «túnel del tiempo», donde se presentan las diferentes civilizaciones que se desarrollaron a lo largo de la historia. Entre las recreaciones se encuentra una que expone el proceso de producción de aceite de oliva y otra que muestra la presencia de ánforas en el fondo del mar que recuperó la arqueología subacuática. 
Las piezas arqueológicas más antiguas pertenecen al Neolítico y al Calcolítico, halladas en los yacimientos de Yumuktepe y Gözekule. En la Edad del Bronce y la Edad del Hierro temprana floreció el reino de Kizzuwatna. Posteriormente llegaron los griegos y romanos a la región, que llamaron Cilicia. Destacan los objetos procedentes de la antigua ciudad de Solos, que luego fue llamada Pompeyópolis; y los de la antigua ciudad de Eleusa Sebaste. En otra área del museo se presentan las culturas que tuvieron presencia en la zona desde la Edad Media a la actualidad.